# Скоростная дорога R5 (Словакия)
Скоростная дорога R5 (словац. Rýchlostná cesta R5 — строящаяся в данный момент словацкая автотрасса на севере Словакии, самая короткая автодорога в стране (2 км). Строительство ведётся в Жилинском крае. Дорога будет проходить от КПП Сврчиновец — Мосты-у-Яблункова на чешско-словацкой границе до местечка Сврчиновец и соединится с участками дорог D3 и E 75. Она будет использоваться на кратчайшем пути до чешских городов Тршинец и Острава на востоке Чехии.

## Планирование
В июне 2010 года Министерство окружающей среды Словакии выпустило документ с предложением о строительства «красного варианта» дороги с шириной полосы 11,5 м на первом этапе. После измерений параметров перекрёстка было принято решение на втором этапе перепроектировать дорогу по «зелёному варианту» и добавить эстакаду. Рекомендовалось довершить строительство эстакады шириной 22,5 м к 2040 году.
Компания Národná diaľničná spoločnosť объявила о начале строительства дороги в 2015—2016 годах, оценочная стоимость — 24,578 млн. евро. Для строительства необходимо завершение участка автомагистрали D3 от Сврчиновца до Скалите. По состоянию на ноябрь 2017 года работы над R5 продолжались.